# Arbeitskreis Alternativ-Entwurf
Der Arbeitskreis Alternativ-Entwurf (vollständige Bezeichnung: Arbeitskreis deutscher, österreichischer und schweizerischer Strafrechtslehrer; auch bezeichnet als der „Arbeitskreis der späteren sog. Alternativprofessoren“), ist ein Zusammenschluss von Strafrechtsprofessoren. Er erarbeitet und veröffentlicht Gesetzesvorschläge (sogenannte Alternativ-Entwürfe, abgekürzt AE) zu den unterschiedlichsten anstehenden Gesetzgebungsverfahren des Strafrechts.
Der Arbeitskreis, der sich zunächst aus zwölf deutschen und zwei schweizerischen, seit 1987 auch aus österreichischen Strafrechtsprofessoren zusammensetzt, besteht heute aus zwei Strafrechtsprofessorinnen und 17 Strafrechtsprofessoren, die Lehrstühle in Deutschland, Österreich und der Schweiz innehaben.
Bis heute verfolgt er das Ziel, durch einen „möglichst hierarchiefreie[n] Austausch von Rechtsfragen [...] die konsentierte rechtspolitische Vorstellung in konkreten Gesetzesvorschlägen zu komprimieren und diese damit auf politischer Ebene auch durchsetzbar zu machen. [... Sein] Hauptanliegen [besteht darin], das geltende Straf-, Strafprozess- und Strafvollzugsrecht zu verbessern und zu reformieren“.

## Geschichte
Der Arbeitskreis ging 1964 aus den Auseinandersetzungen um die bundesdeutsche große Strafrechtsreform hervor, vor allem aus den Konflikten um den Regierungsentwurf eines Strafgesetzbuches, welcher als E 1962 bekannt wurde. Dieser Entwurf, der u. a. noch die Zuchthausstrafe vorsah, galt vielen Strafrechtlern, insbesondere den jüngeren und „von der Vergangenheit unbelastete[n]“ als „rückwärtsgewandt und zu konservativ“. Sie gingen davon aus, „daß es die Aufgabe von uns Jüngeren sei, ein neues, rechtsstaatlich-liberales, auf den Grundlagen der modernen Reformbewegung beruhendes Strafrecht zu schaffen“.
Auf Initiative des Schweizerischen Strafrechtsprofessors Peter Noll und mit Begleitung Werner Maihofers legte der Arbeitskreis sodann den „Alternativ-Entwurf eines Strafgesetzbuches Allgemeiner Teil“ vor. Er fand so große Resonanz, dass er als Bundestagsdrucksache in das Gesetzgebungsverfahren eingebracht wurde. Noch in der Rückschau auf das 50-jährige Bestehen des Arbeitskreises wurde dieser erste Alternativ-Entwurf als ein „Paukenschlag“ gefeiert, mit dem der Arbeitskreis „die kriminalpolitische Bühne“ betreten habe. Auch eile dem Arbeitskreis seitdem „eine liberal-rechtsstaatliche Tradition voraus; sie gilt sozusagen als sein Markenzeichen“.
In den folgenden Jahren legte der Arbeitskreis Entwürfe zu den unterschiedlichsten Bereichen vor:
- 1968 zum politischen Strafrecht[10] und zu Sexualdelikten[11]
- in den Jahren 1970 und 1971 zu den Straftaten gegen die Person[12][13]

Unter dem Eindruck der Contergan-Tragödie wurde in diesem zweiten Band die Einführung zweier neuer Straftatbestände vorgeschlagen:
- Vertrieb ungeprüfter Arzneimittel (§ 155 AE-StGB) und
- Vertrieb und Gebrauch ungeprüfter Chemikalien (§ 156 AE-StGB)

Sie wurden letztlich nicht realisiert, hatten aber gleichwohl grundlegenden Einfluss auf die weitere Entwicklung des Arzneimittel- und Chemikalienrechts.
- 1973 zum Strafvollzug[15]
- 1974 zur Entkriminalisierung des Ladendiebstahls[16]
- 1975 zur Regelung der Betriebsjustiz[17]
- 1977 zu Straftaten gegen die Wirtschaft[18]
- 1980 zum Strafverfahren mit nichtöffentlicher Hauptverhandlung[19]
- 1985 zur Reform der Hauptverhandlung[20]
- 1986 zu einem Gesetz über Sterbehilfe[21]
- 1992 zur Wiedergutmachung[22]
- 1996 zu Zeugnisverweigerungsrechten und Beschlagnahmefreiheit[23]
- 2001 zur Reform des Ermittlungsverfahrens[24]
- 2004 zu Strafjustiz und Medien[25]
- 2005 zu einem Gesetz über Sterbebegleitung[26]
- 2008 zur Reform der Tötungsdelikte[27]
- 2014 zur Beweisaufnahme[28]
- 2019 zu abgekürzten Strafverfahren im Rechtsstaat[29]
- 2023 zur audiovisuellen Dokumentation der Hauptverhandlung[30]